# Gianmarco Pozzecco
Gianmarco Pozzecco (né le 15 septembre 1972 à Gorizia) est un joueur puis entraîneur italien de basket-ball. Pendant sa carrière de joueur, il évolue au poste de meneur.

## Biographie
Gianmarco Pozzecco remporte le championnat d'Italie et la Supercoupe d'Italie avec Varese en 1999. International italien de 1994 à 2005, il gagne la médaille d'argent lors des Jeux olympiques 2004.
En 2001, il fait des essais en NBA lors d'une ligue d'été avec les Raptors de Toronto, mais il échoue en raison d'une condition physique trop faible.
Son caractère excentrique en a fait l'un des joueurs les plus reconnus en Italie, malgré des problèmes avec ses entraîneurs. Il est surnommé « Poz » et « La Mosca Atomica » (La mouche atomique).
Après sa carrière de joueur, Pozzecco devient consultant sur la chaîne Sky et commente notamment les matchs NBA.
Pozzecco entraîne le Dinamo Sassari entre février 2019 et 2021. L'équipe remporte la Coupe d'Europe FIBA 2018-2019 et la Supercoupe d'Italie la même année.
En 2022, Pozzecco est nommé sélectionneur de l'équipe d'Italie. Lors du championnat d'Europe 2022, l'Italie finit à la 8e place. Lors de la Coupe du monde 2023, la sélection italienne finit aussi à la 8e place.
Durant le mondial 2023 où il était coach de l'Italie, il prend 2 fautes techniques dans un match
Le 25 octobre 2023, il devient le nouvel entraîneur principal de l'ASVEL Lyon-Villeurbanne,. Le 6 janvier 2024, alors que l'ASVEL est avant-dernière du classement provisoire de l'Euroligue, il est renvoyé.